# Ферича (Марамуреш)
Ферича (рум. Fericea) насеље је у Румунији у округу Марамуреш у општини Ваља Киоарулуј. Oпштина се налази на надморској висини од 357 m.

## Становништво
Према подацима из 2002. године у насељу је живело 472 становника.

### Попис2002.
| Расподела становништва по националности 2002.‍ | Расподела становништва по националности 2002.‍ | Расподела становништва по националности 2002.‍ | Расподела становништва по националности 2002.‍ | Расподела становништва по националности 2002.‍ |
| --------------------------------------------- | --------------------------------------------- | --------------------------------------------- | --------------------------------------------- | --------------------------------------------- |
|                                               |                                               |                                               |                                               |                                               |
| Румуни                                        | Румуни                                        |                                               | 339                                           | 71,8%                                         |
| Роми                                          | Роми                                          |                                               | 133                                           | 28,2%                                         |